# Liste des ministres sud-africains du Développement social
Les ministres du Développement social d'Afrique du Sud sont compétents pour tous les sujets relatifs à la justice sociale notamment la protection sociale, la gestion des services sociaux, des soins palliatifs et la lutte contre la pauvreté.
À l'origine, le département ministériel créé en 1924 portait le nom des affaires sociales. Il a souvent été associé au département de la santé. 
De 1984 à 1994, dans le cadre du parlement tricaméral, un ministère des affaires sociales fut institué pour chacune des 3 chambres du parlement en plus du ministère national des affaires sociales. En 2000, il a été rebaptisé de son nom actuel.
Le ministère du développement social est situé au HSRC Building, 134 Pretorius St à Pretoria.

## Liste des ministres sud-africains des Affaires sociales (1910-1986)
| #   | Nom du ministre                |  | Nom du Ministère                                                                                    | période                         | parti |
| --- | ------------------------------ |  | --------------------------------------------------------------------------------------------------- | ------------------------------- | ----- |
| 1.  | Frederic Creswell              |  | Ministre de l'emploi et des affaires sociales                                                       | 1924 - 1925                     | LP    |
| 2.  | Thomas Boydell                 |  | Ministre de l'emploi et des affaires sociales                                                       | 1925 - 1929                     | LP    |
| 3.  | Frederic Creswell              |  | Ministre de l'emploi et des affaires sociales                                                       | 1929 - 1933                     | LP    |
| 4.  | Adriaan Paulus Johannes Fourie |  | Ministre de l'emploi et des affaires sociales                                                       | 1933 - 1936                     | NP/UP |
| 5.  | Jan Hendrik Hofmeyr            |  | Ministre de l'emploi et des affaires sociales                                                       | 1936 - 1938                     | UP    |
| 6.  | Henry Allan Fagan              |  | Ministre des affaires sociales                                                                      | 1938 - 1939                     | UP    |
| 7.  | Walter Madeley                 |  | Ministre des affaires sociales                                                                      | 1939 - 1943                     | LP    |
| 8.  | Harry Gordon Lawrence          |  | Ministre des affaires sociales                                                                      | 1943-1948                       | UP    |
| 9.  | Albert Jacobus Stals           |  | Ministre de la santé et des affaires sociales                                                       | 1948 - 1954                     | NP    |
| 10. | Karl Bremer                    |  | Ministre de la santé et des affaires sociales                                                       | 1951 - 1953                     | NP    |
| 11. | Johannes Hendrikus Viljoen     |  | Ministre des affaires sociales                                                                      | 1953 - 1954                     | NP    |
| 12. | Jan Serfontein                 |  | Ministre des affaires sociales et des pensions                                                      | 1954 - 1966                     | NP    |
| 13. | W.A. Maree                     |  | Ministre des travaux publics, du développement communautaire, des affaires sociales et des pensions | 1966 - 1968                     | NP    |
| 14. | Connie Mulder                  |  | Ministre des affaires sociales et des pensions                                                      | 1968 - 1973                     | NP    |
| 15. | Johannes Petrus van der Spuy   |  | Ministre des affaires sociales et des pensions                                                      | 1973 - 1978                     | NP    |
| 16. | Frederik de Klerk              |  | Ministre de l'assurance-maladie et des pensions                                                     | 1978                            | NP    |
| 17. | Schalk van der Merwe           |  | Ministre des affaires sociales et des pensions                                                      | 20 novembre 1978 - 11 août 1979 | NP    |
| 18. | Lourens Munnik                 |  | Ministre de la santé et des affaires sociales                                                       | 1979 - 1982                     | NP    |
| 19. | Cornelis van der Merwe         |  | Ministre de la santé et des affaires sociales                                                       | 1982 - 1985                     | NP    |
| 20. | Dawie de Villiers              |  | Ministre des affaires sociales                                                                      | 1985 - 1986                     | NP    |

### Liste des ministres des affaires sociales devant les chambres du parlement tricaméral (1984-1994)
De 1984 à 1994, trois départements ministériels des affaires sociales consacrés chacun à un groupe de population précis (blancs, coloured et indo-asiatiques) sont créés et placés sous la tutelle de ministres responsables devant les chambres correspondantes à ces groupes de population, au sein du parlement tricaméral.
| Ministère                                            | Nom | Période                                                     |
| ---------------------------------------------------- | --- | ----------------------------------------------------------- |
| Affaires sociales/Bien être (chambre de l'assemblée) | Cornelis van der Merwe George de Villiers Morrison Willie van Niekerk Piet Badenhorst Sam de Beer Rina Venter | 1984-1985 1985-1986 1986-1988 1988-1989 1989-1991 1991-1994 |
| Affaires sociales (chambre des représentants)        | Chris April Andrew Julies Abe Williams                                                                        | 1984-1992 1992 1992-1994                                    |
| Affaires sociales (chambre des délégués)             | Ismail Kathrada Raman Bhana Baldeo Dookie Soobramoney Naicker                                                 | 1984-1987 1987-1989 1989-1992 1993-1994                     |

## Liste des Ministres sud-africains des Affaires sociales (Développement social) depuis 1992
| #   | Nom du ministre           |  | Nom du Ministère                                   | période                           | parti |
| --- | ------------------------- |  | -------------------------------------------------- | --------------------------------- | ----- |
| 21. | Rina Venter               |  | Ministre de la Santé et des Affaires sociales      | 1992 - 1994                       | NP    |
| 22. | Abe Williams              |  | Ministre des Affaires sociales et du Développement | 10 mai 1994 - 30 mars 1996        | NP    |
| 23. | Patrick McKenzie          |  | Ministre des Affaires sociales et du Développement | 30 mars 1996 - 30 juin 1996       | NP    |
| 24. | Geraldine Fraser-Moleketi |  | Ministre des Affaires sociales et du Développement | 1996-1999                         | ANC   |
| 25. | Zola Skweyiya             |  | Ministre du Développement social                   | 1999-2009                         | ANC   |
| 26. | Edna Molewa               |  | Ministre du Développement social                   | 2009-2010                         | ANC   |
| 27. | Bathabile Dlamini         |  | Ministre du Développement social                   | 31 octobre 2010 - 27 février 2018 | ANC   |
| 28. | Susan Shabangu            |  | Ministre du Développement social                   | 27 février 2018 - 28 mai 2019     | ANC   |
| 29. | Lindiwe Zulu              |  | Ministre du Développement social                   | 30 mai 2019 - 28 mai 2024         | ANC   |
| 30. | Sisisi Tolashe            |  | Ministre du Développement social                   | Depuis le 3 juillet 2024          | ANC   |